# Alkmaion
Den här artikeln behandlar filosofen Alkmaion, för profeten i grekisk mytologi, se Alkmaion (mytologi)
Alkmaion var en grekisk, försokratisk filosof och medicinsk teoretiker från Crotone, nuvarande Kalabrien, som levde under 400-talet f.Kr.
Alkmaion var Pythagoras elev, och i filosofiskt avseende dualist. Han var en  vetenskapsfilosof, som skrev huvudsakligen om medicinsk vetenskap, och stundom även naturfilosofi, såsom astronomi och meteorologi. Diogenes Laertios menar att Alkmaion var den förste naturfilosofen, och tillskriver honom påståendet att de flesta mänskliga affärer har två sidor. Alkmaion skall enligt Diogenes Laertios ha framfört uppfattningen att månens natur är oföränderlig, samt att den mänskliga själen var odödlig och likt solens gång i ständig rörelse.
Alkmaion lär ha varit en av de första som utförde en dissektion, och den förste som sökte förklaringar till sjukdomar i kroppens inre. Alkmaion menade att förståelse finns i hjärnan, och var med detta en viktig föregångare för epistemologin. Hälsa var för Alkmaion ett tillstånd av jämvikt mellan de fyra olika temperamenten, och sjukdom berodde på miljön, näring, och livsstil. Det lär [källa behövs] ha varit Alkmaion som upptäckte örontrumpeten.